# Radiopathologie
La radiopathologie est la branche de la médecine qui étudie les maladies résultant d'une exposition excessive à des rayonnements ionisants, comme les rayons X ou les rayonnements issus de matières radioactives.
Les rayonnements ionisants ont divers effets pathologiques :
- effets stochastiques
- effets déterministes
- effets somatiques à court terme
- effets somatiques à long terme
- effets des radiations in utero
- effets génétiques

## Effets déterministes
Ce sont des effets obligatoires et précoces survenant dans les heures ou jours suivant l'irradiation. Ils apparaissent au dessus d'une dose seuil et leur gravité augmente avec la dose. Ces effets déterministes sont déclenchés par la mort d'un grand nombre de cellules.

## Effets stochastiques
Ce sont des effets aléatoires et surviennent souvent tardivement soit plusieurs mois ou années après irradiation.